# Presseux (Sprimont)
Presseux is een plaats in de gemeente Sprimont in de Belgische provincie Luik.

## Geschiedenis
Tot de opheffing van het hertogdom Limburg hoorde Presseux tot de Limburgse hoogbank Sprimont. Net als de rest van het hertogdom werd Presseux bij de annexatie van de Zuidelijke Nederlanden door de Franse Republiek in 1795 opgenomen in het toen gevormde departement Ourthe.

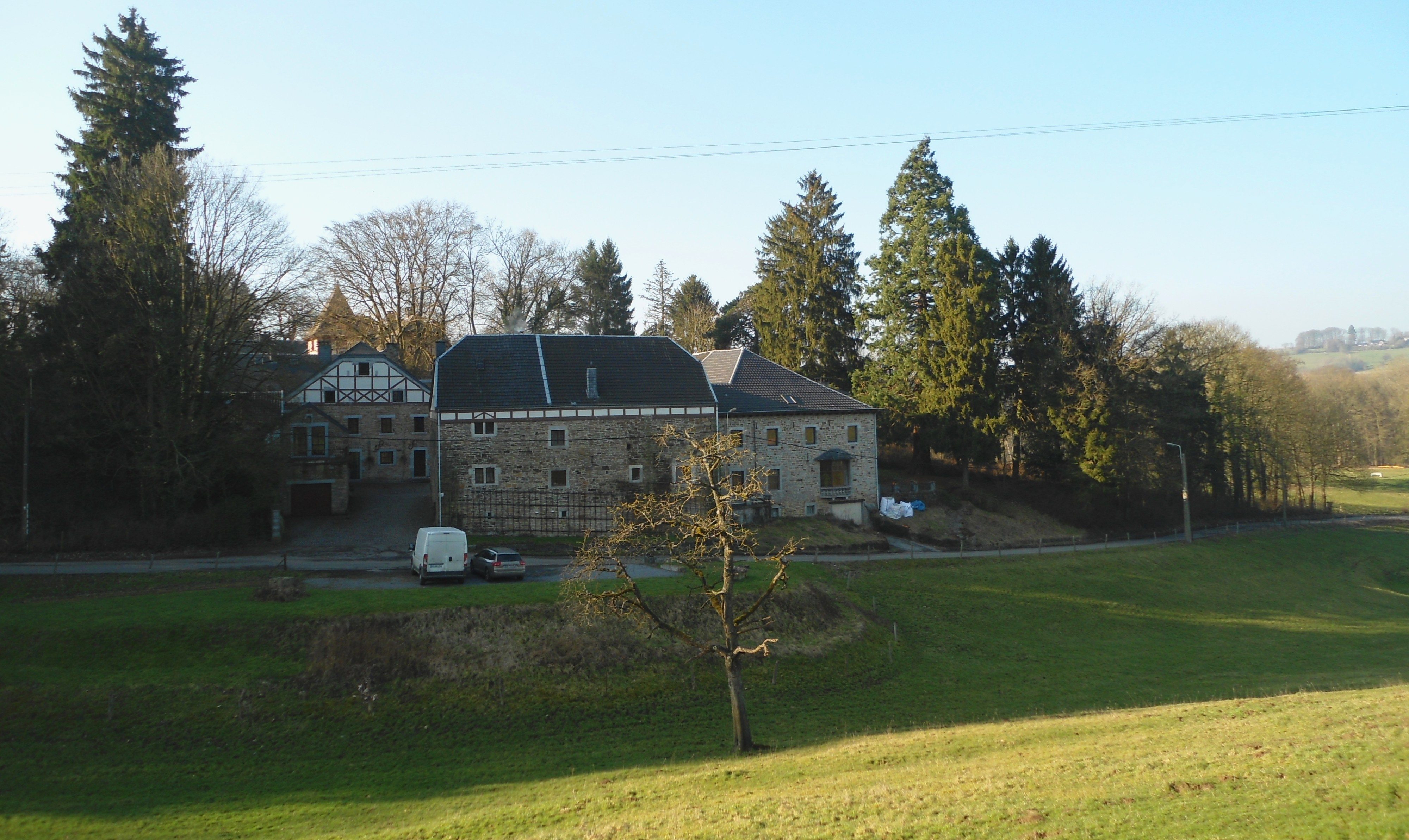

Deelgemeenten: Dolembreux · Gomzé-Andoumont · Louveigné · Rouvreux · Sprimont

Overige kernen: Andoumont · Damré · Florzé · Gomzé · Lincé · Ogné · Presseux · Rivage

Belgische gemeenten · arrondissement Verviers · provincie Luik · Wallonië